# Jinchang
Jinchang (金昌市) er et bypræfektur i den kinesiske provins Gansu. Det udgør en del af Hexi-korridoren. Det har et areal på 8.896 km² og har ca. 450.000 indbyggere (2004).

## Geografi
Jinchang ligger centralt i Gansuprovinsen, vest for den Den Gule Flod, nord for Qilianbjergene, og syd for Alashan Plateauet. Præfekturet har et areal på 8,896 km², og grænser mod nordvest til Indre Mongoliet.

## Administrative enheder
Jinchang består af et bydistrikt og et amt:
- Bydistriktet Jinchuan (金川区), 3.017 km², 200.000 indbyggere, er sæde for lokalregeringen;
- Amtet Yongchang (永昌县), 5 879 km², 250.000 indbyggere.

38°29′43″N 102°10′26″Ø / 38.49528°N 102.17389°Ø